# Potamogeton berchtoldii
Potamot de Berchtold
Espèce
Statut de conservation UICN

 LC  : Préoccupation mineure
Potamogeton berchtoldii, le Potamot de Berchtold, est une espèce de plantes à fleurs herbacées aquatiques de la famille des Potamogetonaceae, répandue dans tout l'Hémisphère Nord.

## Description

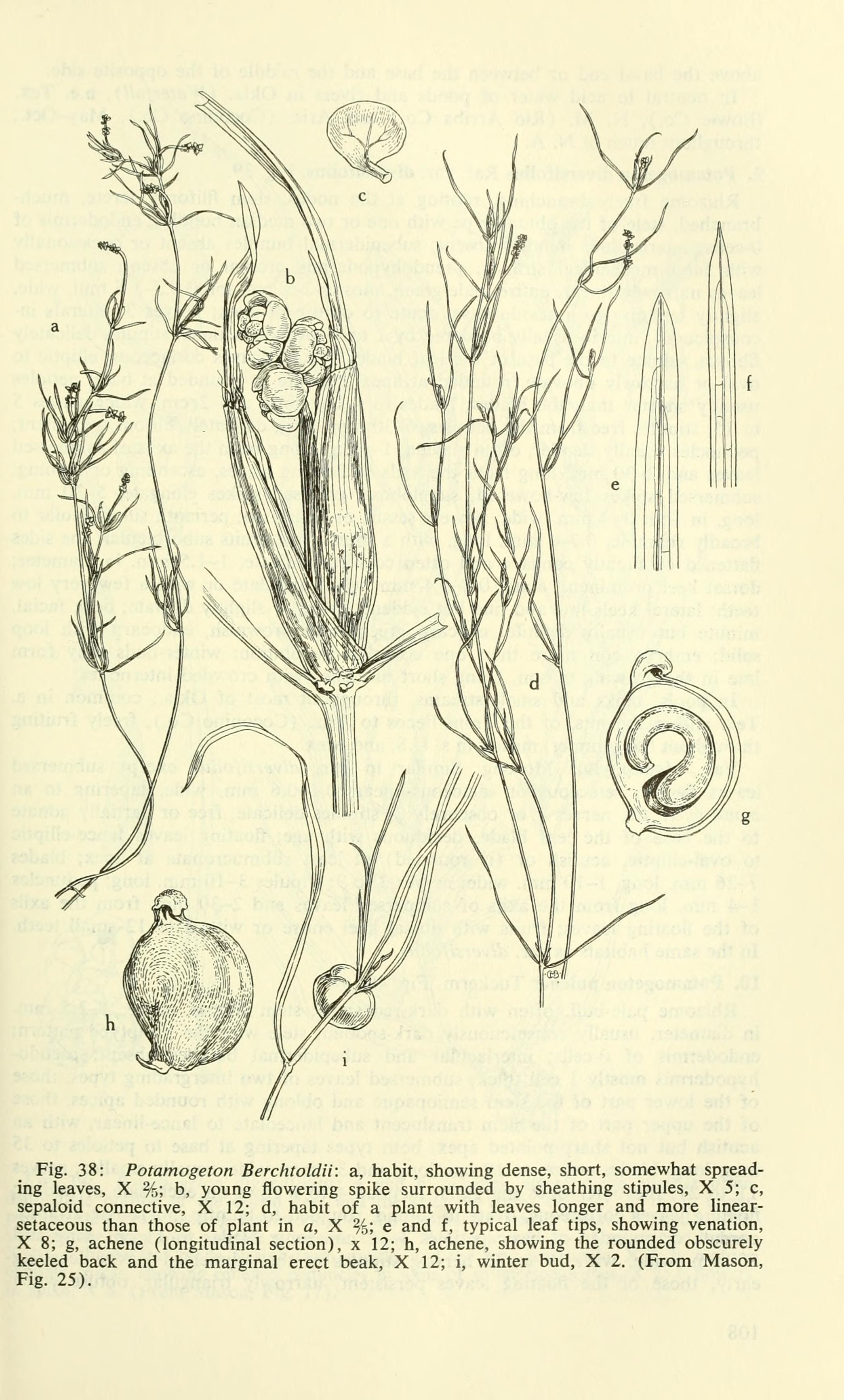
Illustration botanique.

Ce sont des plantes annuelles, submergées dans l'eau douce, sans rhizome. Les tiges sont filiformes, subsimples à librement ramifiées ; une paire de glandes nodales est ostensiblement présente ; les turions sont raccourcis, semblables à des pousses, terminaux. Les stipules sont axillaires, convolutées, fusionnées sur tout le côté vers la feuille, longues de 3–14 mm, membraneuses et translucides, plates ou à bords enroulés, non fibreuses-persistantes. Les feuilles sont sessiles, linéaires, le plus souvent larges, à côtés parallèles, longues de 0,8 à 8,5 cm et larges de 0,3 à 2,4 mm, à trois nervures, avec des lacunes bien visibles bordant la nervure centrale, la nervure centrale n'étant pas épaissie vers la base de la feuille, la base arrondie, l'apex obtus ou subaigu à aigu.
Les inflorescences sont des épis en un à trois verticilles de fleurs opposées, lâches. Il y a quatre carpelles. Le fruit est obovoïde, long de 2 à 2,5 mm, arrondi sur le dos, avec un bec court à l'extrémité. La floraison et la fructification ont lieu entre mai et octobre. La diploïdie est de 2n = 26.

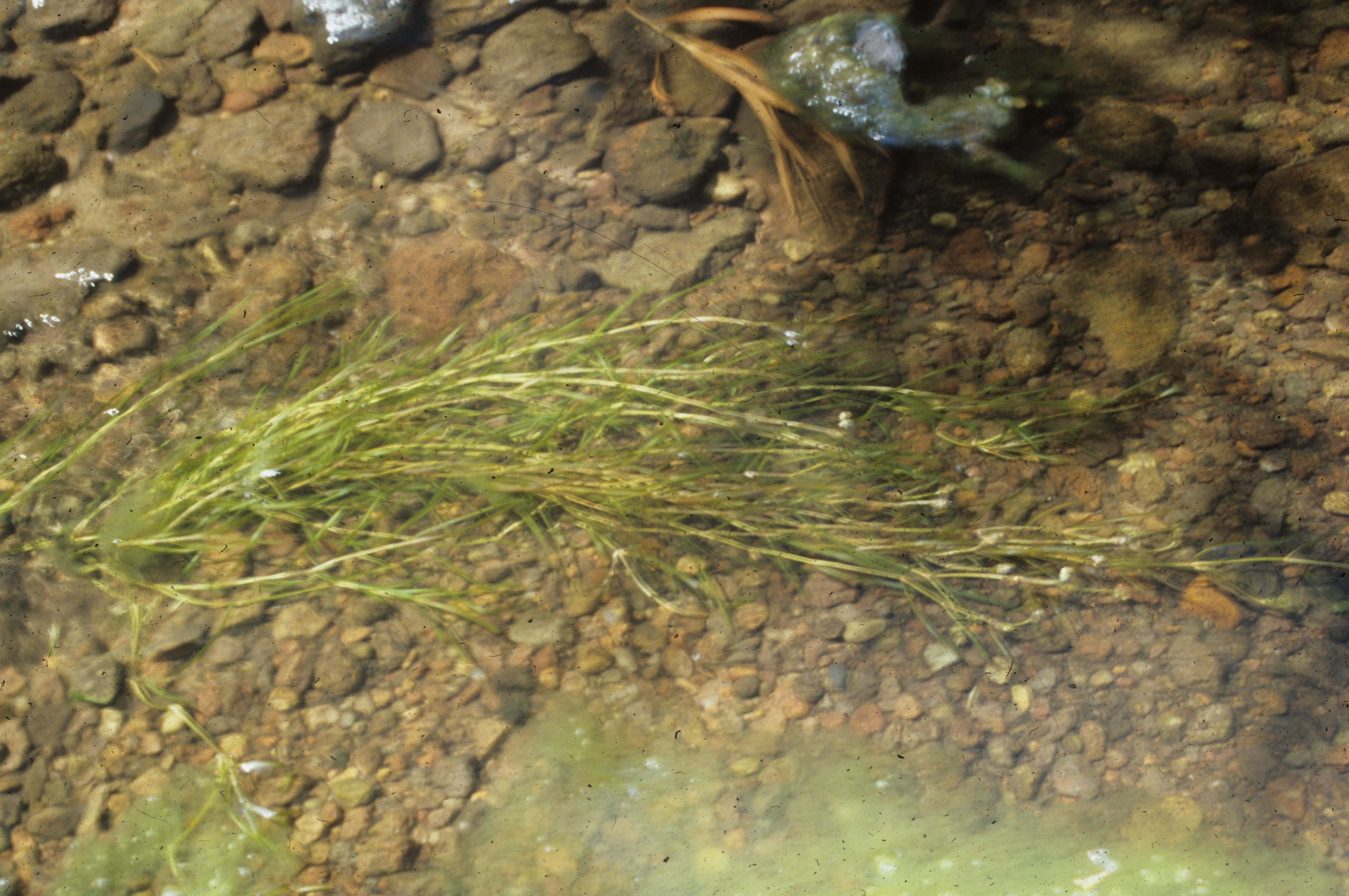
Plante entière.
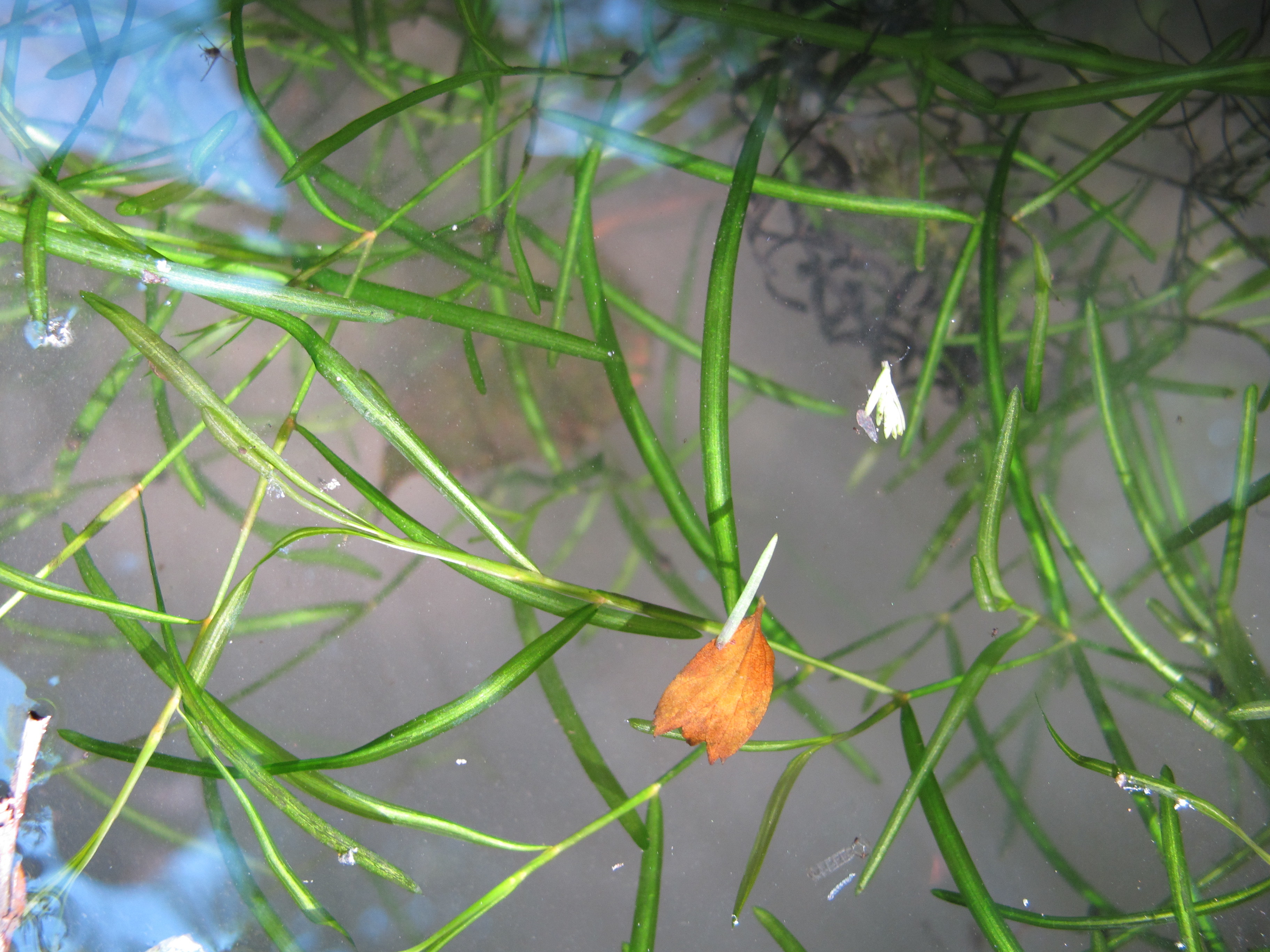
Feuilles.
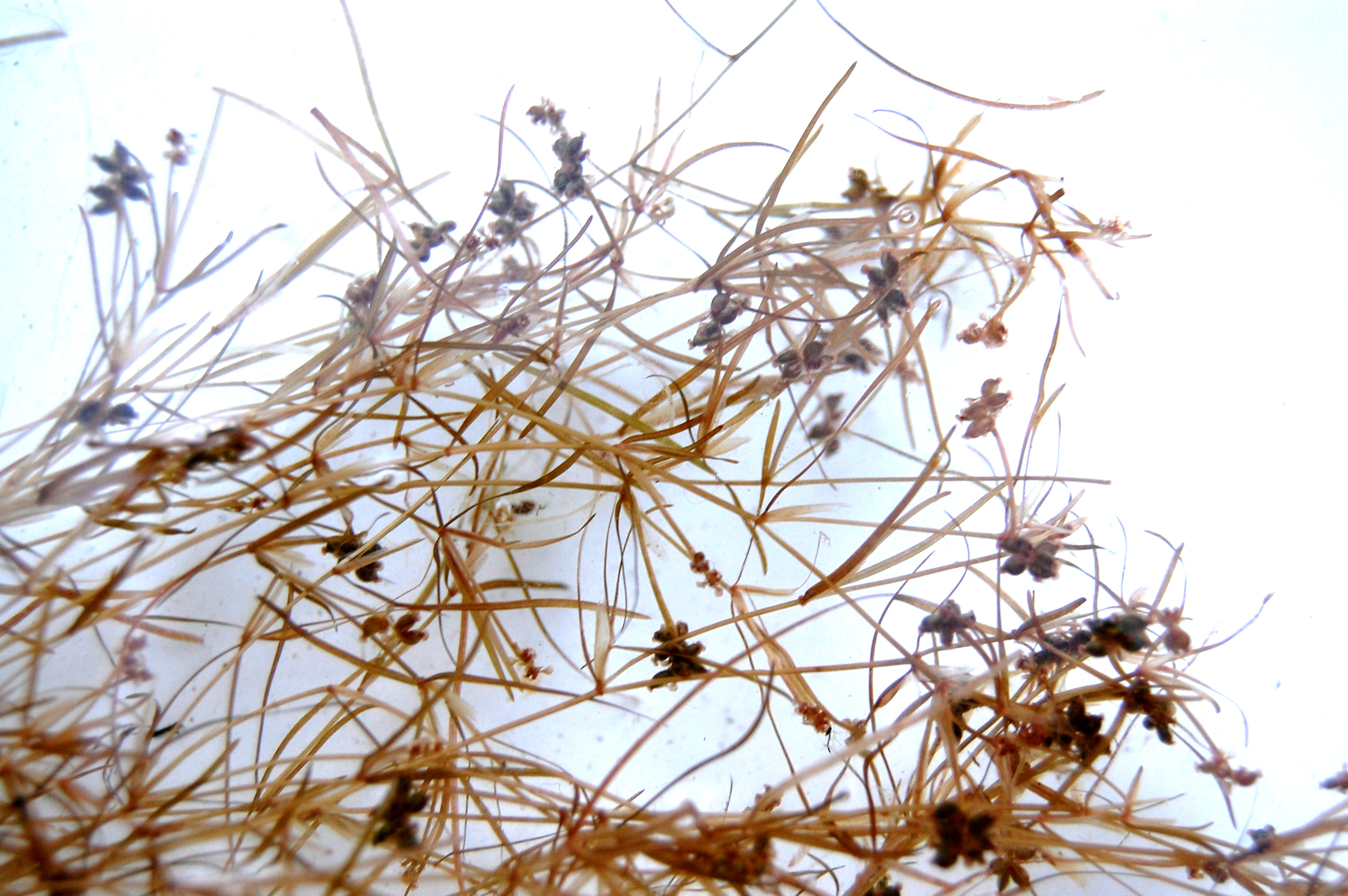
En épis.
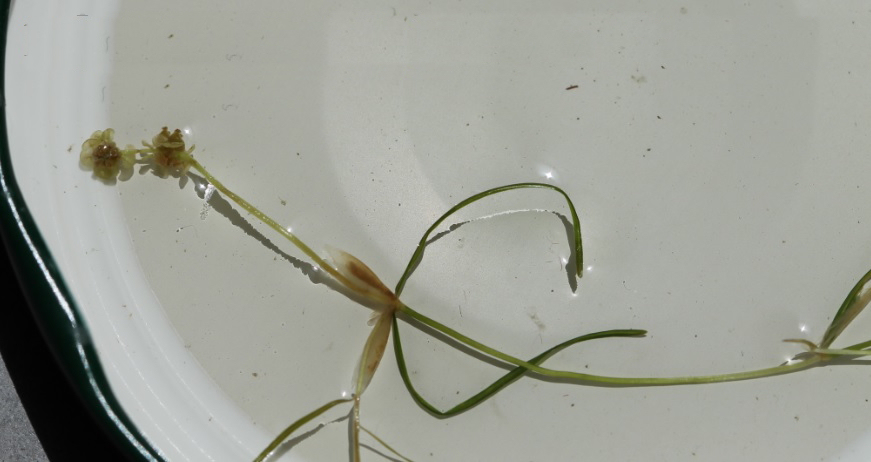
Inflorescence.
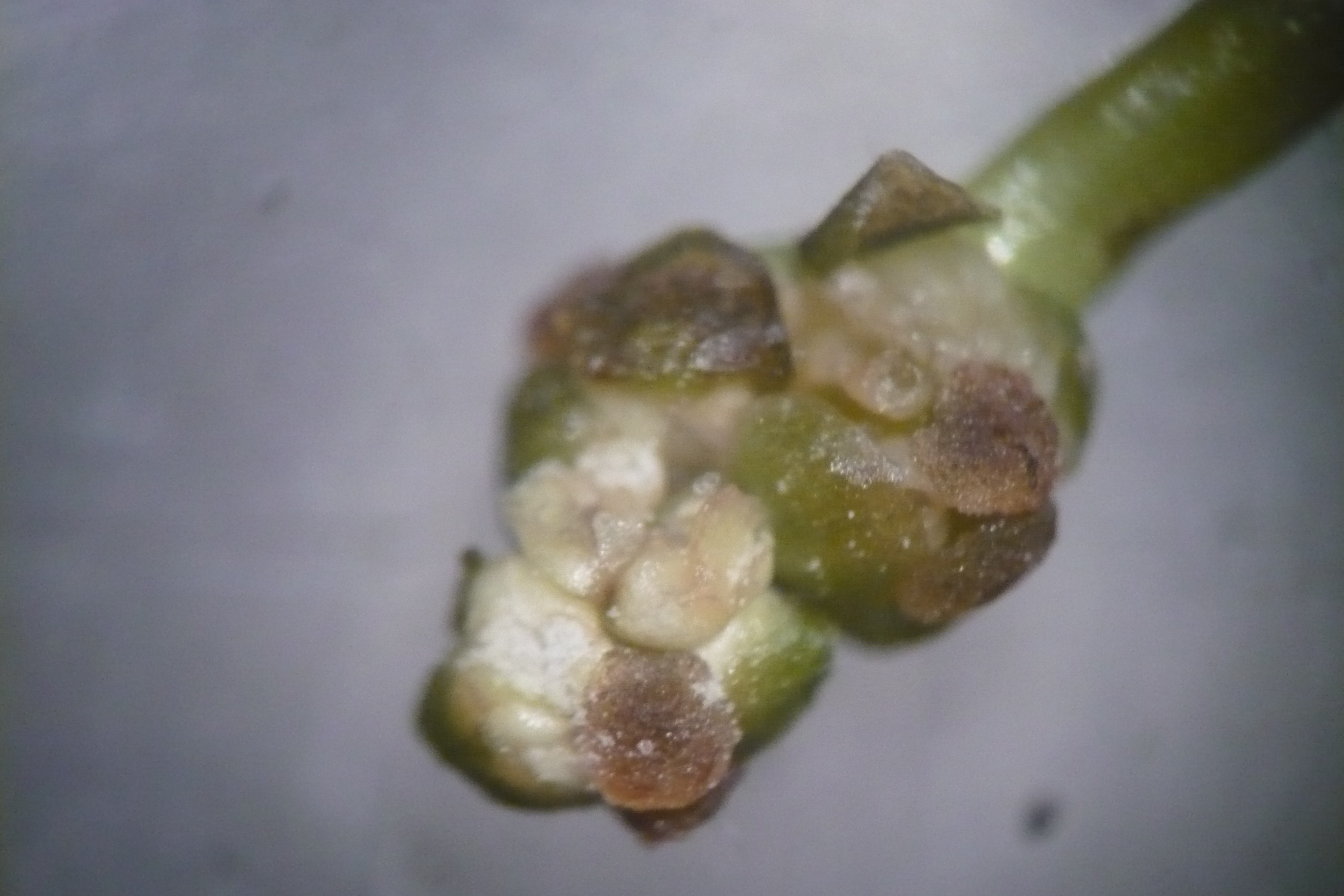
Fruits.

## Répartition
C'est une espèce cosmopolite dans l'Hémisphère Nord (répartition holarctique). Abondante dans une grande partie de son aire de répartition, elle pourrait être en augmentation, étant capable d'exploiter des plans d'eau eutrophes et récemment créés.

## Habitat et écologie

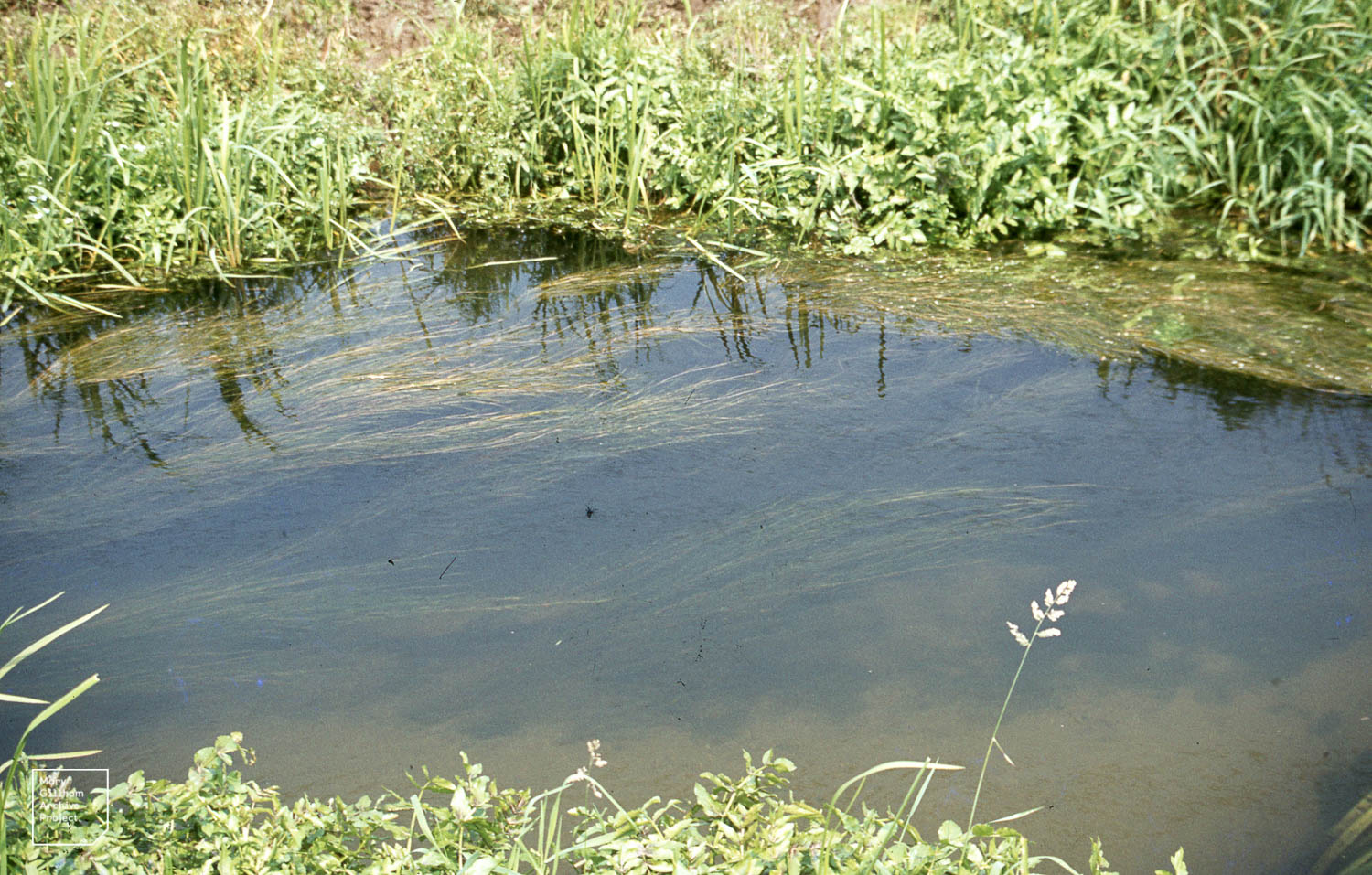
Potamots de Berchtold dans une rivière, couchés par le courant.

Le Potamot de Berchtold est présent dans la plupart des types de plans d'eau : étangs, lacs, canaux et fossés, mais aussi dans les bras morts des rivières et même dans les radiers peu profonds et à écoulement rapide des grandes rivières.
C'est une espèce caractéristique des formations à petits Potamots, et une espèce indicatrice des ruisseaux et petites rivières eutrophes neutres à basiques, et des plans d'eau eutrophes avec végétation enracinée avec ou sans feuilles flottantes. C'est une espèce diagnostique des formations écologiques du Potamion pectinati (W. Koch 1926) Libbert 1931 et du Stuckenienion pectinatae Felzines 2016, et elle est une combinaison caractéristique du Potametum berchtoldii Wijsman ex P. Schipper, B. Lanj. & Schaminée in Schaminée, Weeda & V. Westh. 1995.

## Systématique

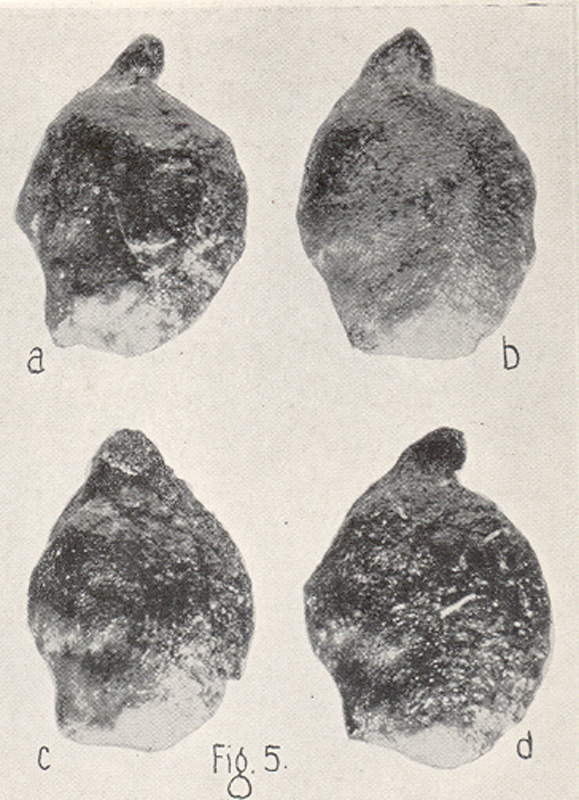
Fruits de la sous-espèce Potamogeton berchtoldii subsp. clystocarpus.

Le nom correct complet (avec auteur) de ce taxon est Potamogeton berchtoldii Fieber, validement publié en 1838 par le naturaliste tchèque Franz Xaver Fieber, dans l'Oekonomishc-technische Flora Böhmens (es) [« Flore économique et technique de la Bohême »]. L'épithète spécifique berchtoldii est en l'honneur du botaniste autrichien Friedrich von Berchtold.
L'espèce porte en français le nom normalisé de « Potamot de Berchtold »,,.

### Synonymes
Potamogeton berchtoldii a pour synonymes :
- Potamogeton pusillus proles berchtoldii (Fieber) Rouy in G.Rouy & J.Foucaud, Fl. France 13: 321 (1912)
- Potamogeton pusillus var. berchtoldii (Fieber) Nyman in Consp. Fl. Eur.: 683 (1882)

### Sous-espèces
Trois sous-espèces sont reconnues (les synonymes sont donnés sous chaque nom) :
- Potamogeton berchtoldii subsp. berchtoldii
  - Potamogeton berchtoldii var. acuminatus Fieber in B.V.von Berchtold & P.M.Opiz, Oekon.-Techn. Fl. Böhm. 2(1): 278 (1838), nom. superfl.
  - Potamogeton berchtoldii var. colpophilus Fernald in Rhodora 42: 246 (1940)
  - Potamogeton berchtoldii var. lacunatus (Hagstr.) Fernald in Rhodora 42: 246 (1940)
  - Potamogeton berchtoldii var. major Nakai in Bull. Natl. Sci. Mus. Tokyo 31: 123 (1952)
  - Potamogeton berchtoldii var. mucronatus Fieber in B.V.von Berchtold & P.M.Opiz, Oekon.-Techn. Fl. Böhm. 2(1): 277 (1838)
  - Potamogeton berchtoldii var. polyphyllus (Morong) Fernald in Rhodora 42: 246 (1940)
  - Potamogeton berchtoldii f. ramosissimus Fieber in B.V.von Berchtold & P.M.Opiz, Oekon.-Techn. Fl. Böhm. 2(1): 277 (1838)
  - Potamogeton berchtoldii f. simplex Fieber in B.V.von Berchtold & P.M.Opiz, Oekon.-Techn. Fl. Böhm. 2(1): 277 (1838)
  - Potamogeton berchtoldii var. tenuissimus (Mert. & W.D.J.Koch) Fernald in Rhodora 42: 246 (1940)
  - Potamogeton berchtoldii subsp. tenuissimus (Mert. & W.D.J.Koch) Calder & Roy L.Taylor in Canad. J. Bot. 43: 1388 (1965)
  - Potamogeton fieberi Rouy in G.Rouy & J.Foucaud, Fl. France 13: 321 (1912)
  - Potamogeton lacunatus Hagstr. in Kongl. Svenska Vetensk. Acad. Handl., n.f., 55(5): 120 (1916)
  - Potamogeton lacunatus f. novae-angliae Hagstr. in Kongl. Svenska Vetensk. Acad. Handl., n.f., 55(5): 121 (1916)
  - Potamogeton pusillus f. brevirostris Hagstr. in Kongl. Svenska Vetensk. Acad. Handl., n.f., 55(5): 124 (1916)
  - Potamogeton pusillus var. colpophilus Fernald in Mem. Amer. Acad. Arts, n.s., 17: 90 (1932)
  - Potamogeton pusillus var. macrocarpus Rouy in G.Rouy & J.Foucaud, Fl. France 13: 322 (1912)
  - Potamogeton pusillus var. major Mert. & W.D.J.Koch in J.C.Röhling, Deutschl. Fl., ed. 3, 1: 857 (1823)
  - Potamogeton pusillus var. microcarpus Rouy in G.Rouy & J.Foucaud, Fl. France 13: 322 (1912)
  - Potamogeton pusillus var. minutissimus Mert. & W.D.J.Koch ex Corb. in Nouv. Fl. Normandie: 544 (1894)
  - Potamogeton pusillus var. polyphyllus Morong in Bot. Gaz. 5: 51 (1880)
  - Potamogeton pusillus f. pygmaeus Hagstr. in Kongl. Svenska Vetensk. Acad. Handl., n.f., 55(5): 124 (1916)
  - Potamogeton pusillus proles tenuissimus (Mert. & W.D.J.Koch) Rouy in G.Rouy & J.Foucaud, Fl. France 13: 321 (1912)
  - Potamogeton pusillus subsp. tenuissimus (Mert. & W.D.J.Koch) K.Richt. in Pl. Eur. 1: 15 (1890)
  - Potamogeton pusillus var. tenuissimus Mert. & W.D.J.Koch in J.C.Röhling, Deutschl. Fl., ed. 3, 1: 857 (1823)
  - Potamogeton pusillus f. tenuissimus (Mert. & W.D.J.Koch) Hagstr. in Kongl. Svenska Vetensk. Acad. Handl., n.f., 55(5): 122 (1916)
  - Potamogeton tenuissimus (Mert. & W.D.J.Koch) Rchb. in Icon. Fl. Germ. Helv. 7: 14 (1845)
- Potamogeton berchtoldii subsp. clystocarpus (Fernald) Les & Tippery
  - Potamogeton clystocarpus Fernald in Mem. Amer. Acad. Arts, n.s., 17: 79 (1932)
- Potamogeton berchtoldii subsp. gemmiparus (J.W.Robbins) Les & Tippery
  - Potamogeton gemmiparus (J.W.Robbins) Morong in Bot. Gaz. 5: 51 (1880)
  - Potamogeton pusillus var. gemmiparus J.W.Robbins in A.Gray, Manual, ed. 5: 489 (1867)
  - Potamogeton pusillus subsp. gemmiparus (J.W.Robbins) R.R.Haynes & Hellq. in Novon 6: 370 (1996)